# Jonas Plass
Jonas Plass (ur. 1 sierpnia 1986 w Bambergu) – niemiecki lekkoatleta specjalizujący się w długich biegach sprinterskich, uczestnik letnich igrzysk olimpijskich w Londynie (2012).

## Sukcesy sportowe

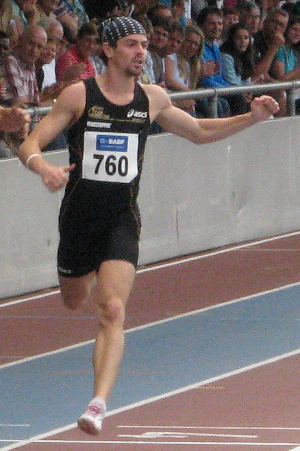
Jonas Plass, Mannheim 2011

- mistrz Niemiec w biegu na 400 metrów – 2011[2]
- wicemistrz Niemiec w biegu na 400 metrów – 2009[3]

| Rok  | Miasto    | Zawody                         | Konkurencja        | Wynik         |
| ---- | --------- | ------------------------------ | ------------------ | ------------- |
| 2007 | Debreczyn | Młodzieżowe mistrzostwa Europy | sztafeta 4 x 400 m | brązowy medal |
| 2011 | Sztokholm | Drużynowe mistrzostwa Europy   | sztafeta 4 x 400 m | 3. miejsce    |
| 2011 | Daegu     | Mistrzostwa świata             | sztafeta 4 x 400 m | 8. miejsce    |
| 2012 | Helsinki  | Mistrzostwa Europy             | sztafeta 4 x 400 m | brązowy medal |
| 2014 | Zurych    | Mistrzostwa Europy             | sztafeta 4 x 400 m | 6. miejsce    |

## Rekordy życiowe
- bieg na 200 metrów – 21,05 – Mannheim 13/08/2011
- bieg na 300 metrów – 33,73 – Pliezhausen 13/05/2007
- bieg na 400 metrów – 46,00 – Ulm 05/07/2009
- bieg na 400 metrów (hala) – 47,46 – Monachium 20/01/2007